# (-)-メントールモノオキシゲナーゼ
(-)-メントールモノオキシゲナーゼ（(-)-menthol monooxygenase）は、次の化学反応を触媒する酸化還元酵素である。
(-)-メントール + NADPH + H+ + O2 {\displaystyle \rightleftharpoons } p-メンタン-3,8-ジオール + NADP+ + H2O
この酵素の基質は(-)-メントール、NADPH、H+とO2で、生成物はp-メンタン-3,8-ジオール、NADP+とH2Oである。
組織名は(-)-menthol,NADPH:oxygen oxidoreductase (8-hydroxylating)で、別名にl-menthol monooxygenaseがある。